# Баллерд (Юта)
Баллерд (англ. Ballard) — місто (англ. town) в США, в окрузі Юїнта штату Юта. Населення — 1131 особа (2020).

## Географія
Баллерд розташований за координатами 40°17′42″ пн. ш. 109°56′59″ зх. д. / 40.29500° пн. ш. 109.94972° зх. д. (40.295005, -109.949645).  За даними Бюро перепису населення США в 2010 році місто мало площу 35,75 км², уся площа — суходіл.

## Демографія
Згідно з переписом 2010 року, у місті мешкала 801 особа в 247 домогосподарствах у складі 200 родин. Густота населення становила 22 особи/км².  Було 264 помешкання (7/км²).
Расовий склад населення:
| - 90,5 % — білих - 4,7 % — корінних американців - 0,5 % — азіатів - 0,2 % — вихідців з тихоокеанських островів - 0,1 % — чорних або афроамериканців - 1,9 % — осіб інших рас |

До двох чи більше рас належало 2,0 %. Частка іспаномовних становила 4,4 % від усіх жителів.
За віковим діапазоном населення розподілялося таким чином: 33,1 % — особи молодші 18 років, 58,5 % — особи у віці 18—64 років, 8,4 % — особи у віці 65 років та старші. Медіана віку мешканця становила 28,4 року. На 100 осіб жіночої статі у місті припадало 98,8 чоловіків;  на 100 жінок у віці від 18 років та старших — 100,0 чоловіків також старших 18 років.
Середній дохід на одне домашнє господарство  становив 72 282 долари США (медіана — 70 769), а середній дохід на одну сім'ю — 84 837 доларів (медіана — 77 750). За межею бідності перебувало 6,6 % осіб, у тому числі 4,5 % дітей у віці до 18 років та 10,9 % осіб у віці 65 років та старших.
Цивільне працевлаштоване населення становило 356 осіб. Основні галузі зайнятості: сільське господарство, лісництво, риболовля — 31,5 %, освіта, охорона здоров'я та соціальна допомога — 20,8 %, роздрібна торгівля — 10,4 %, транспорт — 9,0 %.